# Allogalumna insolita
Allogalumna insolita är en kvalsterart som beskrevs av Sandór Mahunka 1996. Allogalumna insolita ingår i släktet Allogalumna och familjen Galumnidae. Inga underarter finns listade i Catalogue of Life.